# Historia de Palencia

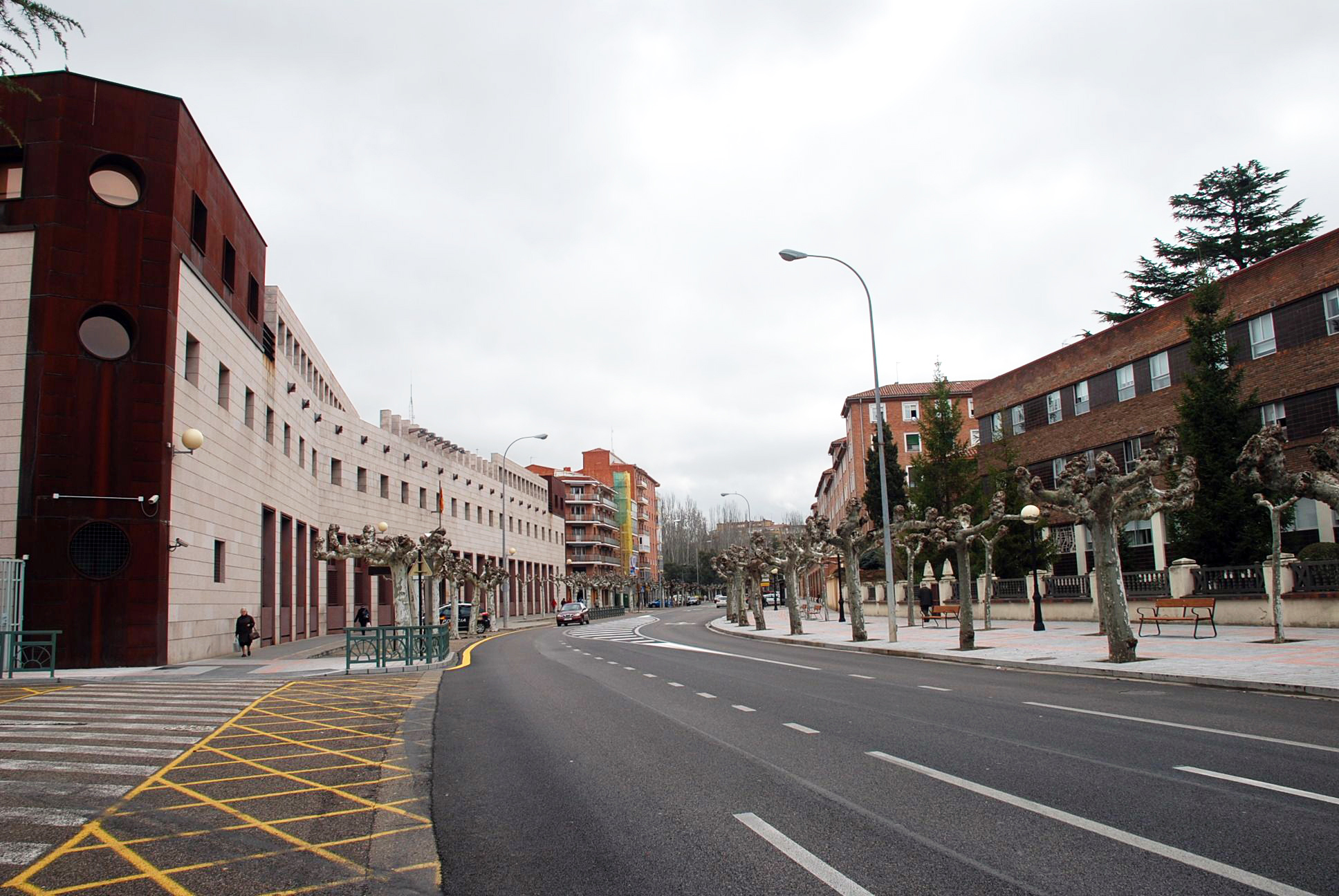
Vista de una calle de Palencia.

La historia de la ciudad de Palencia se remonta a la antigüedad, con un conjunto de asentamientos de tribus celtíberas que fue denominado Pallantia. En la Edad Media se desarrolló en los márgenes del río Carrión impulsada por Sancho III el mayor de Navarra. Durante los siglos XII y XIII creció en extensión y población y se convirtió en un señorío eclesiástico a cuyo frente se hallaba el obispo de la diócesis. Las amplias prerrogativas que los prelados obtuvieron de los reyes generó en la ciudad un ambiente de conflicto permanente, que estallaría de forma violenta en numerosas ocasiones, especialmente en 1520, durante la revuelta comunera. Palencia se sumó a ella con mucho entusiasmo. Tras este acontecimiento experimentó cierto crecimiento que no mucho después terminó por acabarse. El siglo XVII, pues, significó para la ciudad un periodo de decadencia, que recién pudo recuperar parte de lo perdido en el siglo siguiente. En el siglo XX intervino en la guerra civil española a favor mayormente de los sublevados. En el siglo XXI experimentó numeroso cambios urbanísticos.

## Edad Antigua

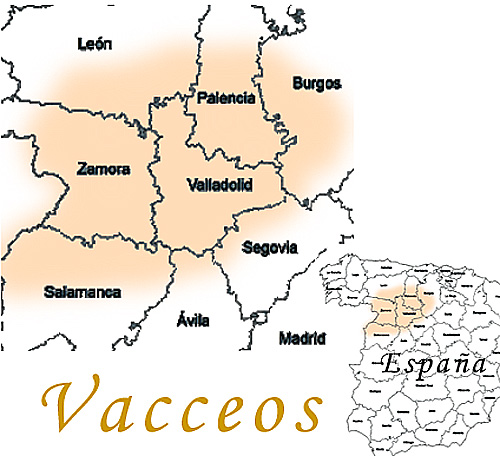
Pallantia era uno de los principales núcleos de población vacceos.

Los orígenes históricos de la ciudad quedan inciertos, pero de lo que sí hay constatación arqueológica es de asentamientos prerromanos en el solar de la ciudad actual, a la que los celtíberos denominaron Pallantia. El pueblo que la ocupó fue el de los vacceos: el más culto de las tribus celtíberas, agrario y con una poderosa organización militar.
El rastro más evidente de romanización que queda en la ciudad es el Puentecillas, cuyo primitivo origen romano ha sido remodelado varias veces. Este puente permitía el acceso a la isla del Sotillo de los Canónigos cuyo Bolo de la Paciencia fue el mentidero de la ciudad. Fue restaurado y remodelado en la Edad Media.
En la Hispania visigoda fue sede episcopal de la Iglesia católica, sufragánea de la archidiócesis de Toledo que comprendía la antigua provincia romana de Cartaginense en la diócesis de Hispania. Con los visigodos llegó una de las etapas de mayor esplendor para la ciudad, pues la constituyeron en sede de la corte, además que desde el siglo IV también era sede episcopal de relieve (se dice que su diócesis era la más importante de España tras la Toledana). Quedan restos del vestigio visigodo en la Cripta de San Antolín (que es la actual cripta de la Catedral) y en la cercana localidad de Baños de Cerrato con su iglesia de San Juan de Baños (siglo VII), situada a tan solo 7 km de la capital que está considerada la obra cumbre de la arquitectura visigoda.

## Edad Media
Hacia el siglo X está atestiguada la llegada de pobladores de origen cántabro, vasco y mozárabe al viejo emplazamiento palentino. La restauración de la diócesis y la entrega del señorío eclesiástico al prelado por Sancho III el Mayor de Navarra fueron los motivos de que la ciudad haya experimentado un gran crecimiento en el siglo XI.

### Descripción de la ciudad
La primera puebla de Palencia se produjo con el nacimiento del barrio de San Antolín, cuya iglesia se edificó sobre la cripta de dicho santo. Durante el obispado de Raimundo II (1148-1183) se construyó un nuevo templo de estilo románico, que el obispo Tello Téllez de Meneses se ocupó de consagrar en 1219. Un siglo después el prelado Gómez Peláez propuso edificar una nueva construcción de estilo gótico, cuyas obras estuvieron vigentes hasta el siglo XV.

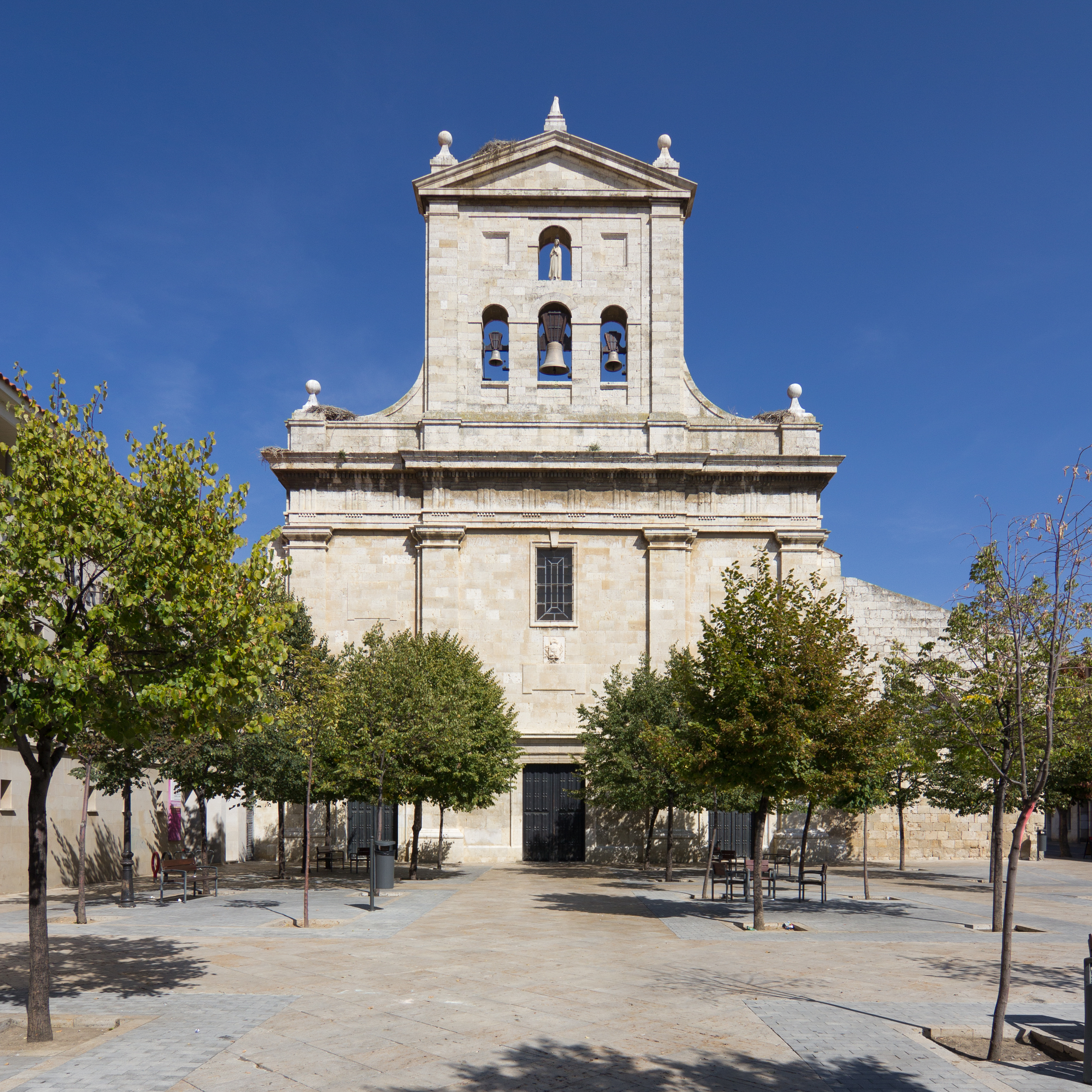
Convento de San Pablo

Al lado de la catedral existían además tres edificios: el palacio episcopal, el Alcázar y el hospital de San Bernabé y San Antolín, (fundado en el año 1183). En los años 1219 y 1220 se erigió al norte de la catedrales de San Antolín el convento de San Pablo. En esta misma zona funcionó un mercado y junto a él, la iglesia de Santa Marina, que vino a ser el templo parroquial de la puebla. Un puente servía de unión entre este barrio y la margen derecha del río Carrión, dónde se encontraban iglesias de origen visigodo como San Julián, San Esteban y Nuestra Señora de Allende el río. Al mismo tiempo una cerca rodeó ambos lados de la ciudad y les garantizó protección a sus vecinos.

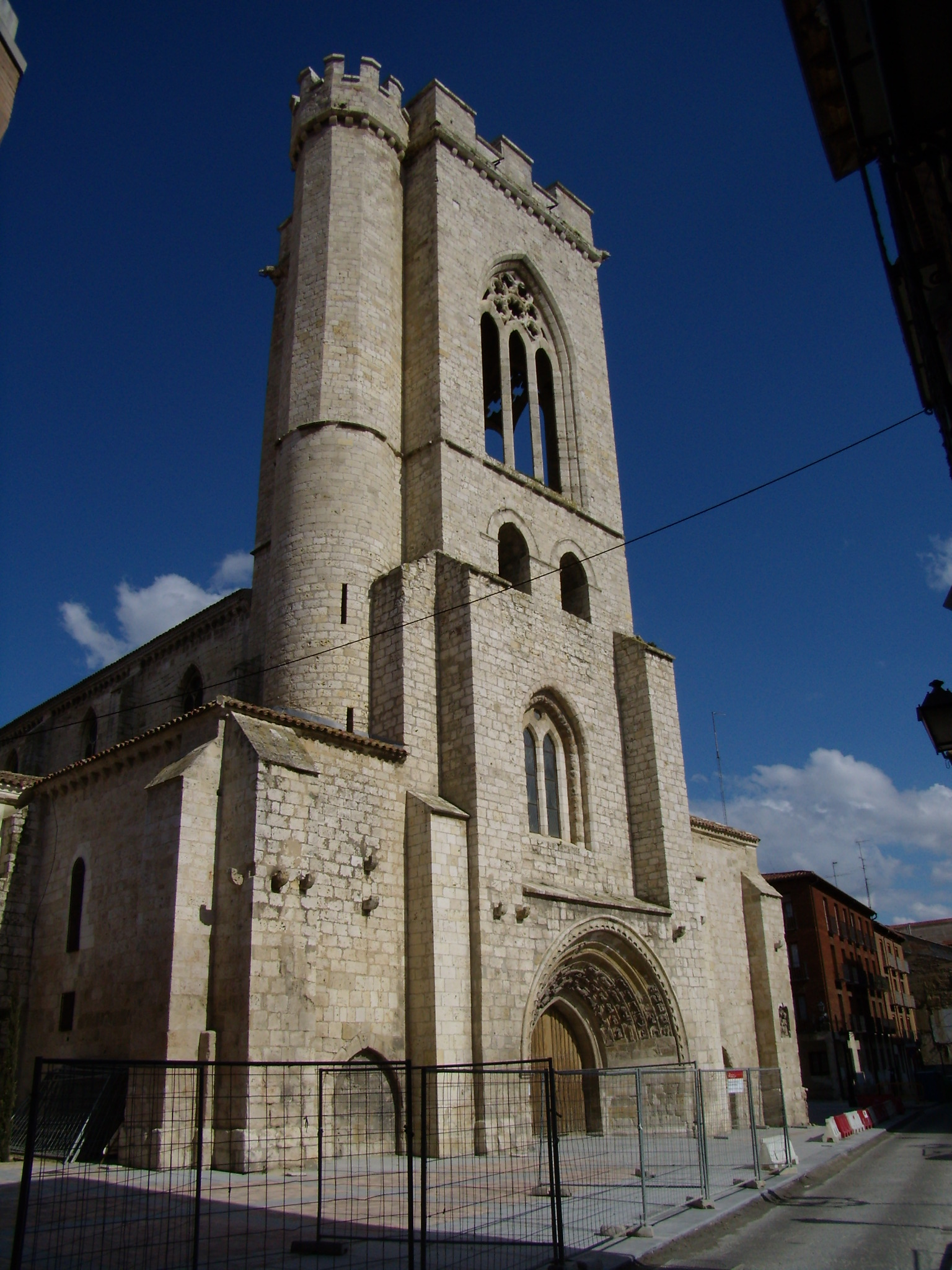
Iglesia de San Miguel

Mientras tanto, en los siglos XII y XIII, Palencia creció, desde su emplazamiento original, hacia el sur y hacia el este. De este desarrollo surgieron sitios conocidos como Barrio Medina (en torno a la iglesias de San Miguel) y Barrio Nuevo, a los cuales se desplazó la actividad económica. También se creó un nuevo mercado que se conectaba con la catedral por medio de una larga calle, la Rúa, y una nueva muralla, mucho más sólida, con uno de los lados paralelo al río. No obstante, esta edificación dejó afuera el nuevo mercado, el espacios situado alrededor del convento de San Francisco, y también el incipientes barrio La Puebla, asentado en terrenos que pertenecían al cabildo catedralicio. Finalmente, cuando Palencia continuó su desarrollo en los siglos XIV y XV la muralla fue ampliada e incorporó estas zonas olvidadas.

### Crecimiento demográfico y económico
La llegada de inmigrantes catalanes, francos y de núcleos rurales cercanos contribuyó a expandir a la ciudad y aumentar el número de pobladores. Según ciertas estimaciones, hacia 1422 Palencia tendría entre 4000 y 4500 habitantes.
La expansión económica se consolidó a mediados del siglo XII con la concesión de la Feria de San Antolín, celebrada anualmente a inicios de septiembre. En 1296 Palencia recibió el privilegio para realizar una nueva feria, esta vez durante la cuaresma.
El crecimiento demográfico conllevó también al surgimiento de ciertos oficios cuyas funciones eran satisfacer las necesidades de los pobladores de la urbe: carninería, cerrajería, zapatería, entre otros. En el siglo XII nació la Cofradía del Ángel, que reunía dentro suyo a los trabajadores textiles de la ciudad. Su apoyo a Fernando IV en la lucha contra la nobleza tuvo consecuencias importantes: en 1297 el monarca la puso bajo su protección y ratificó sus costumbres. Para la industria textil de la ciudad la actitud de Fernando IV resultó decisiva; en el reinado de Alfonso X eran reconocidos los picotes palentinos (tejido tosco de poca calidad). En el siglo XV, la producción de ese producto da paso a la de paños blancos, mantas, cobertores y frazadas.

### El Estudio General de Palencia
Entre los años 1208 y 1212 tuvo lugar, gracias a la colaboración del obispo Tello Téllez de Meneses, la transformación de la escuela catedralicia de Palencia en Estudio General. Alfonso VIII dotó con privilegios y medios económicos a esta especie de Universidad, alentando así la llegada de maestros extranjeros como Lanfranco, Guillermo Lombardo y, presumiblemente, Hermann el alemán y Odo de Chériton.
Pero la muerte de Alfonso VIII en 1214 hizo entrar al Estudio General de Palencia en crisis, hasta que en 1220 el papa Honorio III decidió ceder por cinco años la cuarta parte de las tercias de los diezmos correspondientes a las iglesias de la diócesis palentina, para poder pagar los gastos de cuatro maestros que explicasen Teología, Decretos, Lógica y Gramática. El privilegio se prolongó otros cinco años más, pero no resolvió de fondo los problemas económicos de este centro, y la Universidad entró en una fase de declive que desembocaría en su desaparición.

### Palencia: señorío episcopal

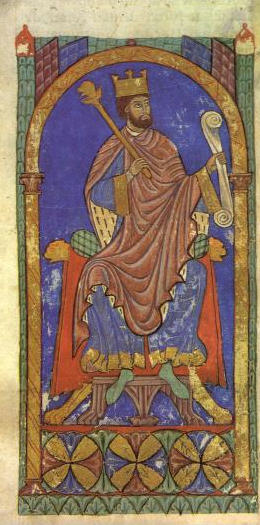
Miniatura de Alfonso VII de León, monarca que convertiría a la ciudad de Palencia en un señorío episcopal

Durante la segunda mitad del siglo XI y a lo largo del XII, los reyes de Castilla concedieron a los obispos de Palencia numerosos privilegios que llevaron a configurar un régimen señorial eclesiástico en la ciudad. En 1180, el obispo Raimundo II, tío del entonces reinante Alfonso VII, dio a conocer el Fuero en el que se precisaban las atribuciones del señor y los derechos y deberes de los vecinos de Palencia. Estos debieron a partir de entonces prestar pleito homenaje a los nuevos obispos que tomarían posesión del señorío. Los privilegios que el Fuero daba al señor incluían: percepción de impuestos y rentas, capacidad normativa, exención fiscal de grupos protegidos, y atribución de monopolios sobre la pesca, la vendimia y la venta de vino. Ningún punto hablaba sobre su intervención el gobierno municipal, pero Alfonso VIII le concedería años después de la promulgación del Fuero el privilegio de designar a los alcaldes ordinarios, probablemente luego de una nominación previa de los candidatos por parte del Concejo. Esto despertó oposiciones dentro de Palencia; en 1315, además, el monarca Alfonso IX le permitió al obispo de la ciudad continuar con una costumbre antigua y designar al merino de Palencia. El concejo, al comprobar que le era imposible arrebatarle esta prerrogativa que consideraba como propia, disminuyó las atribuciones de dicho oficial quitándole el derecho a voto en las asambleas municipales.
En la Avenencia de 1352, entre Palencia y el monarca Pedro I, se estableció el siguiente procedimiento para designar al cuerpo municipal: cada primer domingo de marzo de cada año la ciudad presentaría una lista de candidatos, y a partir de ella el obispo eligería cuatro alcaldes y doce regidores, que se desempeñarían en su oficio por el plazo de un año. 
Este procedimiento experimentaría a lo largo de los años varias reformas, a raíz de los numerosos conflictos que surgieron entre los propios miembros de las clases dirigentes como entre los grupos antagónicos. Primero, en 1447, se consigue que los oficiales nombrados por el obispo no se mantuviesen más de dos años consecutivos. En 1452 finalmente se pasó a modificar el sistema electoral tras un enfrentamiento entre los pecheros y los caballeros: a partir de entonces serían dos procuradores, uno del estado de los caballeros y escuderos, y otro de los hombres buenos pecheros, los que nombren respectivamente diez personas de su estamento para que estos, a su vez, sugirieran los candidatos para las alcaldías y regidurías. Entre ellos, el obispo designará a los cargos del Concejo. En 1480 nuevamente se modificó, pues sería la persona más principal de la ciudad que en ese momento se encontrara en el Concejo la que debería elegir a quienes propondrían al obispo los candidatos a los oficios, dejándose al corregidor la última palabra en caso de que no se llegase a un acuerdo. Once años después los Reyes Católicos dispusieron que este nombramiento lo hiciesen el corregidor y el Concejo conjuntamente, medida que institucionalizó la intervención de la Corona en las elecciones municipales. 

#### Tensiones y conflictos
La facultad que se le concedió al obispo de poder nombrar a los alcaldes de la Hermandad fue el punto de partida de los primeros incidentes entre los vecinos de Palencia y el poder señorial. Durante la procesión  de las reliquias de San Antolín en 1282 aquellos atacaron a los canónigos, y en 1297 se lanzaron contra los bienes del obispo y el Cabildo, mataron al merino y le incendiaron una torre al prelado. Al año siguiente, también se negaron a realizar el pleito homenaje acostumbrado a su señor Álvaro Carrillo. 
Todas esas muestras de descontento tuvieron castigo en 1300, cuando cien hombre buenos, en condiciones humillantes, debieron arrodillarse ante el obispo que los esperaba en el palacio episcopal y pedir perdón por la desobediencia de la ciudad. 
Finalmente, en 1314 tuvo lugar en Palencia una de las rebeliones antiseñoriales más violentas de su historia. En esta ocasión, el movimiento fue encabezado por el Concejo y secundada por el conjunto de los vecinos. El obispo Gome se presentó entonces en la reunión concejil para amonestar y castigar a los oficiales por la falta de justicia y la violencia que imperaba en la ciudad. Al año siguiente, la represión contó con penas de muerte y confiscaciones de bienes muebles y raíces en favor del obispo. En realidad, las tensiones no hubieron de acabar nunca. En 1465, por ejemplo, el prelado decretó el entredicho a quienes le habían querido disputar el poder.

### Grupos sociales
Durante la Edad Media se conformaron en Palencia cuatro grupos sociales:
- El de las familias de la alta nobleza: Formado por miembros de grandes linajes como los Osorio o los Enríquez.
- El de los caballeros: Era el grupo más encumbrado, pero no pudo desarrollar todo su potencial económico y político debido a que la ciudad tenía una jurisdicción muy reducida y porque el hecho de que fuese un señorío episcopal le impidió monopolizar el control del gobierno municipal.
- El de la aristocracia urbana: Formada a su vez por: personas enríquecidas pertenecientes al común que habían logrado alcanzar el rango caballeresco e individuos que solamente contaban con un poder económico considerable. Ambos grupos basaban su riqueza en actividades industriales y comerciales, lo que impidió el desarrollo de linajes tan partículares en Palencia como sí surgieron en otras ciudades.
- El del común: Era la clase popular, formada por artesanos, labriegos y pequeños comerciantes. Se hallaban organizados en instituciones como gremios, cofradías, o vecindades, lo cual les permitía tener cierta influencia en la vida política de la ciudad.

Todos estos grupos, en definitiva, se comportaron con bastante fluidez. Esto es consecuencia de que los sucesivos obispos trataron de evitar siempre la formación de un contrapoder que le hiciese frente.

### Las minorías étnico-religiosas
Está atestiguada la presencia de judíos y mudéjares en la Palencia medieval. Alfonso VIII, a finales del siglo XII, les vedó el acceso a los cargos concejiles, y en 1287 los reyes se atribuyeron la mitad de todos sus pechos, pedidos y servicios. Con la crisis bajomedieval y la guerra Trastámara, la relación pacífica hasta entonces de los cristianos con estos grupos se fue deteriorando; Enrique II les impuso a los judíos un fuerte tributo, y durante las persecuciones de 1391 se registraron en Palencia matanzas contra ellos.

### Palencia en las Cortes de Castilla
En 1315, durante la minoridad de Alfonso XI, los procuradores de Palencia por primera vez asistieron a las Cortes, celebradas en Burgos. En 1391 la ciudad también estuvo presente en las de Madrid, y alcanzó formalmente cierto derecho de representación en 1420 y en 1422 de mano de Juan II, que necesitaba de las ciudades para hacer frente a la presión de la nobleza. En aquellas últimas, reunidas en Ocaña, sus procuradores pidieron la inserción de la ciudad al patrimonio real.
Palencia fue también sede de Cortes en algunas ocasiones: en las de 1286 convocadas por Sancho IV de Castilla, en las de 1313 que resultaron en realidad dos convocatorias simultáneas (una en la iglesia de San Francisco y la otra en la de San Pablo) realizadas cada una por uno de los bandos nobiliaros que se disputaba la regencia de Alfonso XI, y en las de 1388, cuando los diputados se reunieron en la Iglesia de San Pablo. Esta última reunión fue prácticamente contemporánea a la boda de Enrique III, heredero del trono, con Catalina de Lancaster. El matrimonio puso fin al conflicto entre Juan II y los ingleses. En este enfrentamiento las tropas del duque de Lancaster llegaron a Palencia con intención de saquear la ciudad, la cual fue defendida valerosamente por las mujeres palentinas. Por ello se premió a la mujer palentina con la banda amarilla de honor, que sólo podían llevar los hombres, y que hoy día queda patente en el traje regional.

## Edad Moderna

### Conversión de moros
Entre el 26 y el 28 de abril de 1502 tuvo lugar en las iglesias de San Antolín, San Miguel y San Lázaro el bautismo de aproximadamente 130 o 140 vecinos moros.

### La decadencia del poder señorial
A comienzos del siglo XVI el rey Fernando el Católico y el obispo Juan Rodríguez de Fonseca, llegaron a un acuerdo mediante el cual Palencia era reintegrada al patrimonio real a cambio de una compensación económica y la garantía de que ningún poderoso ocuparía cargos en el Concejo, ni tendría en su poder el alcázar y las llaves de las puertas de la ciudad:

Siendo como es [Palencia] cabeza de obispado e una de las principales que ay en Canpos non es cosa decente ni conveniente que esté apartada de la corona rreal e puesta en señorío e subjeción de otra persona.

Sin embargo, todo indica que este compromiso no se llevó a la práctica en ningún momento y que Palencia continuó sujeta al obispo de la diócesis. Solo que ahora la presencia de un representante del rey, el corregidor, y la formación de grupos poderosos que manipulaban las nominaciones para los cargos concejiles, pusieron nuevas trabas al poder señorial de Palencia. Por otra parte, las presiones de los habitantes en la Corte para conseguir entrar al realengo siguieron por muchos años más.
En 1510 tuvieron lugar en Palencia nuevas alteraciones a raíz de la elección de los dos procuradores, uno del estado de los caballeros y otro del estado de los pecheros. Según los vecinos, dichos procuradores (que, como se dijo, eran la primera instancia en la elección de los oficiales del concejo) debían ser designados por la ciudad entera y no de forma privativa por el regimiento. En este caso intervino el monarca prohibiendo expresamente que los vecinos de Palencia pudiesen elegir a estos dos diputados. 
Pero el asunto se volvió a repetir en 1517, cuando los habitantes de la ciudad procedieron a llevar a la práctica su pasada reivindicación y designaron a dos procuradores que no pertenecían al regimiento. El obispo de Palencia declaró entonces, como era habitual en estos casos, el entredicho de la ciudad. Pero esto la enfureció aún más, al punto que 4000 vecinos armados marcharon cierto día prodigando insultos contra los provisores del prelado, al tiempo que obligaban a un clérigo francés que se encontraba de paso por allí a que les oficiase misa en medio de la plaza.

### Guerra de las Comunidades de Castilla
Palencia y su contorno se sumaron en 1520 a la revuelta de los comuneros, a la cual le prestaron un apoyo muy importante.

#### Inicios del conflicto en Palencia
El 25 de julio de 1520 una delegación presidida por el influyente Diego de Castilla, se presentó ante el regente-cardenal Adriano de Utrecht, con el fin de exponerle las quejas inmemoriales de la ciudad con respecto al nombramiento de los regidores. Pero el cardenal se abstuvo de dar una respuesta concreta a la ciudad, únicamente la invitó a que esperase pacificamente la decisión del rey, Carlos I. En la ciudad, el corregidor Sebastián de Mudarra intentaba ante todo evitar cualquier exceso por parte de los vecinos.
El incendio de Medina del Campo por los realistas generó una gran conmoción en Castilla. Palencia no fue ajena a ella, y menos a la noticia de que Valladolid se había levantado en Comunidad y que el obispo Pedro Ruiz de la Mota acababa de posicionarse en su mitra. El 23 de agosto los vecinos pretendieron asesinar a su hermano y a los canónigos que habían participado en el acto de la toma de posesión del obispado. Asimismo, destituyeron a los regidores designados por el antiguo prelado Juan Fernández de Velasco y procedieron a nombrar otros nuevos:
- Lorenzo Herrera.
- Francisco de Villadiego, el viejo.
- Francisco Gómez de Lamadrid.
- Luis de Villegas.
- Pedro de Haro.
- Andrés de Villadiego.
- Juan de San Cebrián.
- Fernando de Palenzuela.
- Juan de Salazar.
- Francisco Gómez Delgado.

Todos estos comenzaron a celebrar las sesiones habituales con la presencia de los diputados nombrados por la población y la de los representantes de la catedral (que eran el tesorero, el chantre Pedro de Fuentes, Gregorio del Castillo y Diego de Espinosa), con estos últimos desde el 27 de agosto. El corregidor aún siguió al frente de estas asambleas, pero los sucesos que habían tenido lugar lo pusieron en una situación difícil. El día 30 no pudo evitar el envío a la Santa Junta de una delegación formada por Andrés de Villadiego y el licenciado La Torre. 

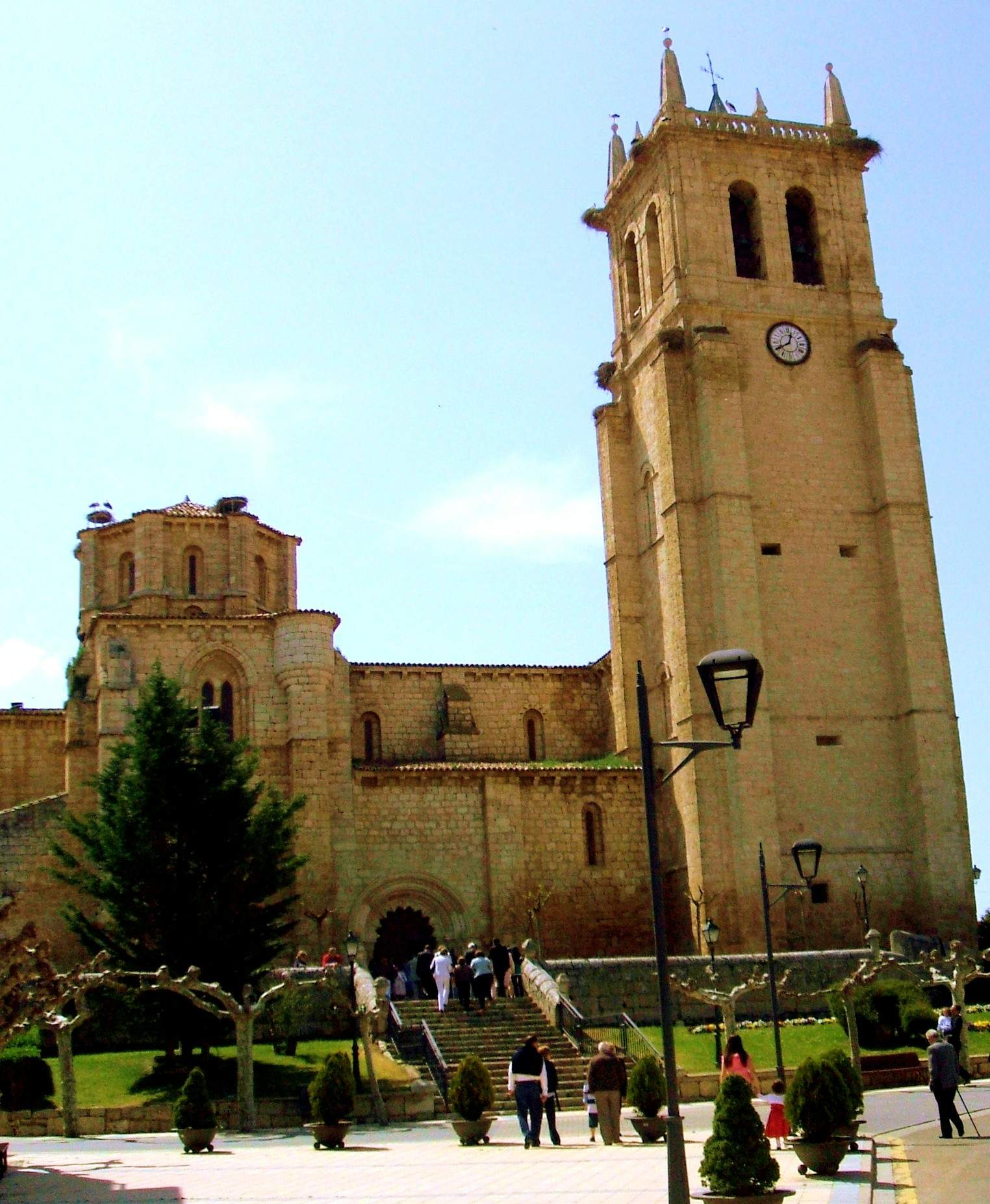
Iglesia de Santa María en Villamuriel de Cerrato, localidad cuyo castillo fue destruido por los comuneros palentinos en septiembre de 1520

El 13 de septiembre tres vecinos de Villamuriel protestaron ante la asamblea municipal por el abandono en que tenía el alcaide a la fortaleza de la villa. A la mañana siguiente, la campana concejil tocó a rebato y los vecinos se congregaron frente al ayuntamiento exigiendo que se tomase el castillo de Villamuriel. El regimiento comenzó a deliberar en medio del tumulto, pero los agitadores, cansados de esperar una respuesta satisfactoria, condujieron a la muchedumbre hacia el castillo e incendiaron la casa episcopal derribando la mayor parte de la torre. En los días siguientes el hermano del obispo, García Ruiz de la Mota, se dedicó a hostigar a los pobladores de Palencia y a los mercaderes que se dirigían hacia ella, dificultando el aprovisionamiento.
El 22 de septiembre el ayuntamiento eligió al cronista Gonzalo de Ayora y a Juan Fernández de Madrid como representantes de Palencia en la Santa Junta, reunida en Tordesillas junto a la reina Juana. Ante el rumbo cada vez más radical que tomaban los acontecimientos, el 28 de septiembre el corregidor pidió permiso para ausentarse de la ciudad con el pretexto de querer resolver asuntos personales. No obstante, los diputados parroquiales se negaron a dar la autorización pertinente.
El cardenal Adriano, que había huido de Valladolid a mediados de octubre, pensó en algún momento establecerse en Palencia, pero la ciudad no mostró mucho entusiasmo en esta idea.

#### Instalación de la Comunidad en Palencia
El 25 de octubre llegó a Palencia fray Bernaldino de Flores, propagandista enviado por la Junta para conseguir que la ciudad se alinease definitivamente con la Comunidad. Notó inmediatamente que el ambiente público era favorable a los comuneros, por lo que exigió al Ayuntamiento la convocatoria de una reunión pública dónde leer la carta de creencia que se le había dado. Si bien esta asamblea pudo celebrarse, fray Bernaldino solo obtuvo un éxito a medias; el corregidor y Diego de Castilla mantenían aún su autoridad sobre Palencia. La población comenzó a comportarse con mayor hostilidad hacía los regidores, hasta que el 31 de octubre el corregidor abandanó la ciudad delegando sus responsabilidades en Juan Núñez de Herrera, que las aceptó con poco entusiasmo. El 3 de noviembre el Ayuntamiento se dividió entre realistas o moderados y comuneros, pero tras una discusión confusa, retrasó la decisión definitiva y procedió a consultar con Burgos y Valladolid, para luego someter el asunto a la opinión de la población. Dos días después llegaron las respuestas, contradictorias, de ambas ciudades, por lo que los regidores y diputados nuevamente se negaron a tomar partido.
La Junta realizó entonces un nuevo intento para instalar la Comunidad en Palencia. Una asamblea general celebrada el 23 de noviembre concedió plenos poderes a Gonzalo de Ayora, cuyos sentimientos comuneros son conocidos. Esto significó la victoria de la Comunidad, que comenzó a reclutar soldados para la Junta. Entre el 7 de diciembre y 15 de diciembre se constituyó un "ayuntamiento y diputación de guerra". Este estaba formado, entre otros, por Ayora y Diego de Castilla, que ostentó durante algunos días el cargo de capitán general como última concesión de los comuneros hacia los más moderados. El 9 de diciembre el Cabildo desautorizó a quienes lo representaban en el Ayuntamiento, pero el chantre no por eso dejó de asistir a las discusiones junto con los regidores y diputados.

#### Consolidación de la Comunidad
El 23 de diciembre de 1520 la Junta le encomendó al obispo de Zamora, Antonio de Acuña, la tarea de establecer definitivamente la Comunidad en las regiones palentinas. Tras asentar su cuartel general en Dueñas (sublevada en septiembre contra los condes de Buendía) junto a sus 4000 peones y sus 400 lanzas, marchó a Palencia dónde arrestó a los sospechosos o indiferentes a la causa, recaudó impuestos en un monto de 4000 ducados en nombre de la Junta y constituyó un aparato político local fiel a la Comunidad. Nombró el día 25 como nuevo corregidor a Antonio Vaca de Montalvo junto con su colega el licenciado Martínez de la Torre, investido de responsabilidades judiciales, que asumieron oficialmente el cargo el día 28.
Bajo esta nueva administración Palencia se empeñó de fondo en la lucha contra los virreyes castellanos. Pero cuando Acuña se retiró de la región de Tierra de Campos, la ciudad, por su posición estratégica entre Burgos y Valladolid, temió ser campo de batalla de los bandos en conflicto y pidió a la Junta que se mantuviese en la zona un contingente militar con un buen caudillo al frente. Además, Palencia necesitaba dinero y una autoridad fuerte para acabar con el pillaje de los enemigos (principalmente de García Ruiz de la Mota, establecido en su castillo de Magaz) y también el de las mismas tropas comuneras.
Respondiendo a esa petición, el 17 de febrero de 1521 la Junta envío a Palencia a Juan de Mendoza, en grado de capitán general y gobernador. Una vez en la ciudad, tomó medidas contra los sospechosos, decretó nuevos impuestos y reclutó más soldados, con los cuales recorrió las behetrías de Tierra de Campos de modo similar a como lo hizo Acuña en diciembre y enero. Juan de Mendoza no fue muy popular entre sus administrados, especialmente a causa de su autoritarismo; Palencia pidió entonces su sustitución.

#### Fin de la Comunidad en Palencia

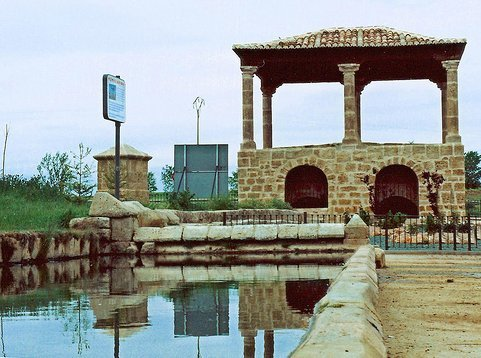
Localidad de Becerril de Campos, donde fue tomado prisionero el capitán general de Palencia, Juan de Figueroa, en abril de 1521

La Junta atendió nuevamente las peticiones de la ciudad del Carrión y reemplazó a Mendoza por Juan de Figueroa, que ya el 9 de abril ocupa su puesto castrense con el título de «Gobernador de Palencia y su Provincia». Pero por esos días la situación de los comuneros se tornó muy difícil en el plano militar. El condestable de Castilla avanzaba hacia Palencia con un ejército formado tres mil infantes, seiscientas lanzas, dos cañones, dos culebrinas, cinco piezas ligeras de artillería. El 10 de abril llegó a Castrojeriz, y el 13 a Torquemada. Al día siguiente Juan de Figueroa, junto con Juan de Luna, partió en dirección a Becerril de Campos, pero fue hecho prisionero. El Condestable, sin embargo, prefirió no entrar en Palencia, sino enfilarse hacia el sur, hacia la llanura de Villalar. 
El 23 de abril las tropas comuneras de la Junta eran derrotadas camino a Toro, y al día siguiente sus tres líderes, Juan de Padilla, Juan Bravo y Francisco Maldonado, decapitados.
Una tras otras, las ciudades rebeldes fueron cayendo. El 26 de abril el corregidor de Palencia nombrado por la Santa Junta, Antonio Vaca de Montalvo, emprendió la fuga de la ciudad junto con sus colaboradores. Dos días después, se nombró a Alonso de Huete y al doctor Mazariegos para que implorasen el perdón de Palencia a los virreyes. Toda la organización comunera en la ciudad quedó desarticulada. Se disolvió la diputación de guerra, y los representantes de las parroquias y cuadrillas cesaron en sus funciones y no intervinieron más en las asambleas municipales. También comenzaron a regresar los proscritos: Juan Cermeño, Pedro Gónzalez de Madrid, Fernando de Ayala etc.
En 1524 el Obispo Antonio de Rojas Manrique perdonó a los comuneros palentinos, obteniendo a cambio de la ciudad 925.000 maravedís por los daños causados durante la revuelta, dinero con el que reedificó la torre y el palacio episcopal.

### Palencia y la invasión de Navarra
En mayo de 1521 un ejército francés invadió Navarra sin encontrar resistencia alguna. Para realizar la reconquista del reino, los virreyes se valieron sobre todo por contingentes militares reclutados en las ciudades. Palencia no fue la excepción. Así, el 2 de junio acordó el envío de doscientos soldados al mando de Pedro Álvarez de la Torre. 
Pero por sobre todo los esfuerzos de la ciudad consistieron en el aprovisionamiento de las tropas en todo sentido. El 1 de junio se le ordenó transportar grandes acopios de trigo y cebada hacia Logroño, sitiada por los invasores. Cinco días después el arcediano de la ciudad le presta al concejo la suma de 30 000 maravedíes para cubrir los gastos de la guerra, y el 18 de junio una orden real solicitó el envío de doscientos coseletes y quinientas picas. El 21 otra carta de los virreyes pide la remisión a Logroño de mil cargas de trigo y trescientas de cebada.
Una vez pasado el peligro de los franceses, las tropas enviadas por Palencia a la lucha regresaron a la ciudad el 11 de julio de 1521.

### Otros acontecimientos en la Edad Moderna
El crecimiento de la producción agraria y el trabajo textil de la lana le dieron a Palencia, en la primera mitad del siglo XVI, una oportunidad de expansión considerable. Ya quedando las atribuciones del obispo prácticamente desaparecidas, Felipe II vendió las regidurías en 1574 a ochocientos ducados cada una.
A finales del siglo XVI Palencia sufrió las consecuencias de la decadencia generalizada en todo el país. Si en 1587 la ciudad tenía 11 526 habitantes, en 1599 el número se redujo a más de la mitad. Fue la necesidad de dinero por parte de la monarquía lo que en 1656 la llevó a conseguir, previo pago de 80 000 ducados, dos votos en Cortes. Como representantes, quedó estipulado que asistirían a la asamblea  un regidor y un vecino.
En 1692 había en Palencia 200 telares que ocupaban a más de 3500 personas de la ciudad y los pueblos circundantes.
El siglo XVIII fue para Palencia un periodo de cierta recuperación. Se reactivó la producción agraria e industrial, aunque según el censo realizado por Manuel Godoy en 1797 solamente el 12% de los campesinos era propietario de la tierra que trabajaba. De las 1512 casas que tenía la ciudad por entonces, sólo 170 pertenecían a personas laicas.

## Edad Contemporánea

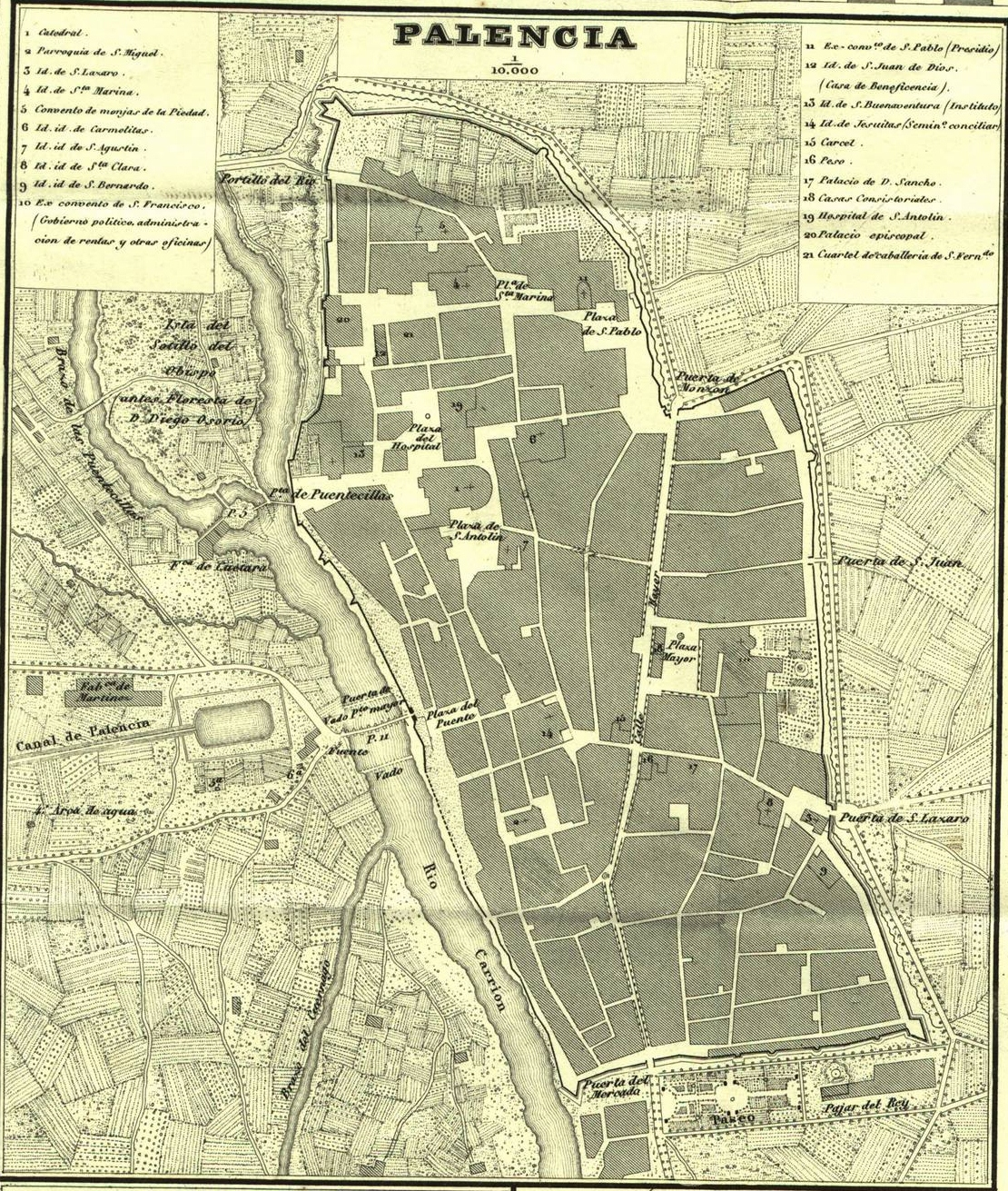
Mapa de la localidad publicado en 1852 realizado por Francisco Coello

Durante la Guerra de Independencia manifestó más o menos abiertamente su rechazo a los franceses y se negó a prestar juramento a José I. El siglo XX dejó además una importante huella en la ciudad. La I Guerra Mundial y la guerra civil española favorecieron, hasta cierto punto, el desarrollo económico de la ciudad, cuyas industrias (harina, lana, armas) eran imprescindibles para el abastecimiento de los beligerantes. En el siglo XX destacó la actividad creativa de importantes artistas palentinos, como el escultor Victorio Macho con su célebre Cristo del Otero y su Monumento a Berruguete o el arquitecto Jerónimo Arroyo que dejó en la ciudad multitud de edificios y palacios como el Palacio de la Diputación, el Colegio Villandrando , el Instituto Jorge Manrique o el actual Centro de Salud de la Puebla.
En la actualidad es sobre todo una ciudad de servicios, aunque tiene una gran importancia la industria del automóvil y auxiliares, agroalimentarias y de materiales de construcción. La remodelación de la ciudad emprendida a fines del siglo XX propició la creación de multitud de espacios verdes, como el Parque de la Carcavilla o la Isla dos Aguas, que llevaron a la ciudad a ser la segunda en zonas verdes por habitante de España.

### Guerra de Independencia
En enero de 1808, antes de estallar la Guerra de Independencia Española, habían llegado a Palencia unos 3000 soldados franceses. Facilitarles manutención y alojamiento se tornó para la ciudad un serio problema. El grueso de la tropas se asentó mayormente en mesones y los oficiales en domicilios particulares, pero nadie estaba contento con la presencia de extranjeros, y muchos vecinos intentaron liberarse de esas cargas sin éxito. Además, la manutención de los soldados exigió préstamos forzosos, impuestos extraordinarios, venta de propiedades y sacrificios enormes para la mayoría: El Cabildo prestó harina, granos y 20 000 reales, el gremio de comerciantes otros 50 000 reales y el de La Puebla 52 000 más. Los cosecheros de vino entregaron 5000 reales, Manuel Diez aportó en su nombre 1000 reales y Juan Manuel Gutiérrez otros 1000. A ellos se unió el tesorero de rentas reales con dos bueyes, cuatro novillos y 2000 cántaros de vino.
Tras el Levantamiento del 2 de mayo, el corregidor palentino tomó medidas de seguridad para garantizar la paz en la ciudad. Pero la animadversión contra los franceses continuó. El 5 de junio de 1808 la actitud poco amistosa de un oficial dio lugar una revuelta dónde fueron tomados de rehenes algunos soldados alojados en el convento de San Francisco. Los agitadores eran el general Tordesillas (que capitaneaba una «Junta de Armamento»), José María Ramírez y Antonio Valdés. Pero el movimiento popular no tardó en ser sofocado. El 7 de junio batallones franceses llegaron a Palencia, y solo los ruegos de las autoridades municipales y el obispo pudieron evitar el saqueo de la ciudad, que debió nuevamente hacer frente a exigencias económicas.
A partir de entonces los palentinos manifestaron su oposición a la invasión de la península de formas menos abiertas: confundiéndolos con los nombres de las calles, festejando sus derrotas, y negándose a jurar al hermano de Napoleón Bonaparte que había asumido como rey de España, José I. Respecto a esto último, los comisionados nombrados presentaron excusas pintorescas para negarse: Josef de Ribas, por ejemplo, alegó ser corto de vista, Vicente Bravo, que tenía una dolencia en los ojos, Gregorio Poncelis, que tenía que cuidar a su esposa enferma, Manuel Díaz Valdivieso, que sufría dolores abdominales etc.

### Guerra civil española
En la Palencia prebélica el partido con mayor fuerza era el Partido Socialista mientras que en la provincia el partido más importante era Acción Popular Agraria. La Falange contaba con muy pocos afiliados, y la mayoría de ellos se encontraban en prisión.
El 19 de julio de 1936 una columna militar salió hacia Venta de Baños y tomó la estación de tren, a continuación toda la ciudad sin que apenas alguien se percatara de ello. A las siete de la mañana, otra fuerza salió hacia el centro de la capital provincial para declarar el estado de guerra y ocupar los edificios más importantes. A diferencia de lo sucedido en Venta de Baños hubo una fuerte oposición al levantamiento, se produjeron tiroteos por las calles y una gran resistencia en el Gobierno Civil republicano durante dos horas a cargo de guardias de Asalto y Carabineros concentrados por el gobernador, López Muñiz quien después murió a tiros cuando ya había sido detenido. La Diputación, el Ayuntamiento y la estación de trenes fueron ocupados con más facilidad. El general Ferrer de Miguel se hizo cargo de la Diputación Provincial y del Gobierno Civil, aunque desde el 19 de julio ambas autoridades habían sido entregadas a un mando militar. Un capitán de artillería fue nombrado alcalde.
Muchos fueron los detenidos durante esos días en Palencia, especialmente cuando llegaron armados desde los pueblos de la provincia, respondiendo a la convocatoria del gobernador civil. Por su parte, el jefe de la Falange palentina fue liberado y organizó rápidamente una escuadra mixta de falangistas y guardias civiles que recorrió los pueblos de la provincia eliminando todo tipo de resistencia.

### SigloXXI

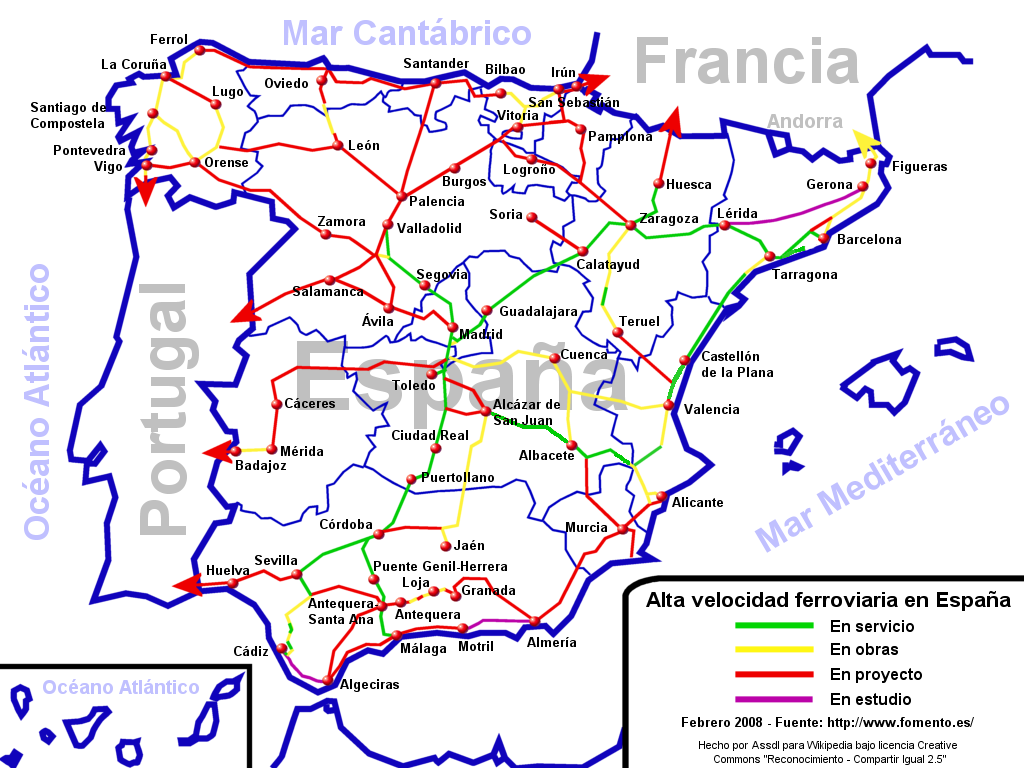
Proyecto para la red ferroviaria de alta velocidad española donde se aprecia el nudo que supondrá la intersección de las vías en la capital palentina

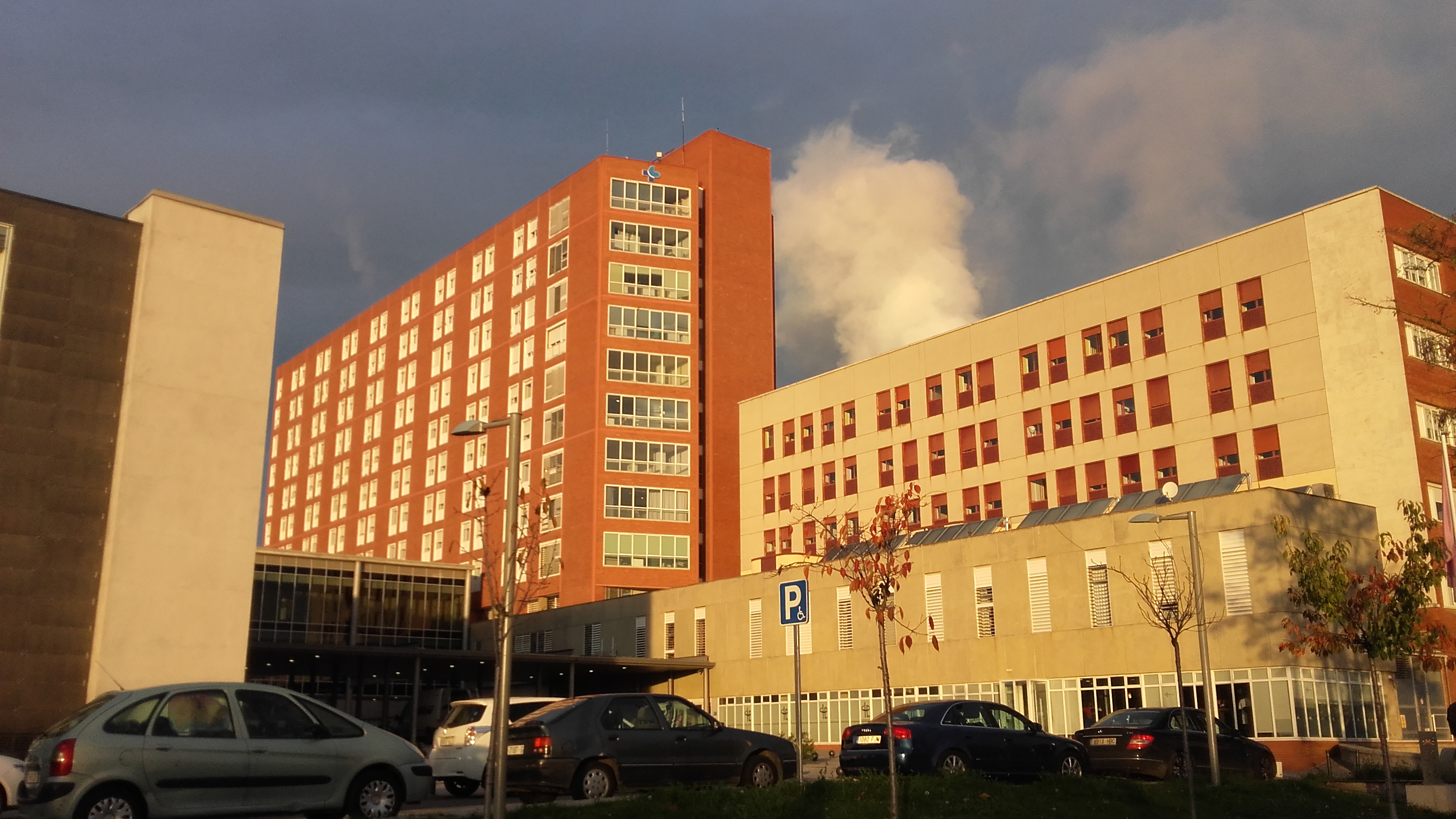
El Hospital Río Carrión, inaugurado en 1954. Está prevista la demolición del edificio antiguo para ser sustituido por unas instalaciones más modernas, que completarán las ya existentes en su entorno.

Palencia ha experimentado profundos cambios urbanísticos. Como se ha dicho es hoy una de las ciudades con una mayor cantidad de espacios verdes por habitante de España y el centro tiene pocas calles que no sean peatonales. Estas zonas, al igual que los parques, siguen creciendo. Rodeando la ciudad se han instalado en la primera década del siglo XXI numerosos molinos eólicos que suministran energía limpia para la ciudad.
El día 10 de octubre de 2006 se inauguró el Nuevo Estadio Municipal La Balastera, un gran edificio de metal y cristal con cuatro torres inclinadas y translúcidas, obra del arquitecto Francisco Mangado. Se trata de un estadio de gran tamaño y espectacularidad a pesar de que fue realizado para el Club de Fútbol Palencia, equipo que en el momento de su construcción se encontraba en segunda división B y a día de hoy ha desaparecido.
En el entorno de la Nueva Balastera (o Sector 8) se inauguró en 2011 un nuevo Centro Comercial y de Ocio. Anexo a este barrio se desarrollará otro que llegará hasta la Carretera de Benavente-Palencia, que bordea la ciudad.
En 2008 se crearon dos importantes centros deportivos en la ciudad: el Centro Deportivo "La Lanera" y el Centro de Prevención de riesgos en actividades de tiempo libre (conocido como "el Rocódromo"), que dispone de rápidos, tirolinas, rocódromos, cascadas, cuevas sobre y bajo el agua, entre otras atracciones. Será utilizado para realizar cursos sobre la práctica de deportes que van desde el piragüismo o la escalada hasta el submarinismo o la espeleología.[cita requerida]
Desde el año 2010 se han instalado en la ciudad numerosos carriles bici y puntos de alquiler de bicicletas.
La Plaza de toros de Palencia, denominada oficialmente «Campos Góticos» fue inaugurada el 2 de septiembre de 1976, coincidiendo con la festividad de san Antolín, y diseñada por el arquitecto Luis Gutiérrez Gallego, empleándose 100 días en su construcción. En 2009 la Diputación Provincial, propietaria de la plaza, constituyó una comisión de aficionados y periodistas taurinos, y convocó un concurso para dotarla de nombre a través de una votación popular por medio de internet, pero su resultado tuvo que anularse ya que el sistema no impedía que una misma persona votara en más de una ocasión. En septiembre se cambió el sistema de votación, por medio de llamadas telefónicas, las cuales impedían la emisión de más de un voto. Los resultados, publicados en octubre, revelaron que se recibieron 382 llamadas, el número de votos válidos fue de 267. El nombre ganador fue el de «Campos Góticos», nombre con el que se venía denominando habitualmente al coso, con 107 votos. Se planea una escultura que represente en tamaño natural al torero Marcos de Celis.
En 2007 se propuso la ampliación del campo de golf municipal en la margen derecha del río, al sur de la ciudad. Finalmente el proyecto no se llevó a cabo y el espacio se utilizó para crear uno de los parques más amplios de la ciudad: el parque Ribera Sur que se situó a pocos metros del nuevo Centro Deportivo La Lanera lo que, unido a la instalación de parques infantiles y de mantenimiento para la tercera edad y a la red de carriles bici que lo rodea, ha pasado a formar uno de los centros deportivos más importantes de la urbe.
En 2015 se inauguró el tramo de Alta Velocidad que conecta con Madrid y León a través de Valladolid, sumándose Palencia a las demás ciudades que cuentan con esta moderna infraestructura ferroviaria.